# L'Anunciació (versions del llenç de Toledo,Ohio)
Existeixen diverses Versions del llenç L'Anunciació (Toledo, Ohio), obra d'El Greco. Aquestes versions estan catalogades per Harold Wethey, especialista en aquest artista, i són de major o menor qualitat, depenent de la major o menor intervenció del mestre, i/o Jorge Manuel Theotocópuli, i/o dels ajudants de l'obrador del mestre cretenc.

## Tema de les obres
L'Anunciació és l'episodi que relata l'aparició de l'arcàngel Gabriel per tal d'anunciar a la Verge Maria que seria mare de Jesús per obra de l'Esperit Sant. Aquest episodi només està referit a l'Evangeli segons Lluc (Lc.1:26-38)

## Anàlisi de les obres
A principis del 1600, El Greco va crear un nou tipus d'Anunciació, del qual L'Anunciació (Toledo, Ohio) n'és el prototipus. Aquestes noves Anunciacions són similars a les anteriors Anunciacions (El Greco, etapa italiana), però amb diferències remarcables:
- Es caracteritzen pel seu dinamisme i la simplificació dels elements figuratius, cercant llur essència.
- El Greco es concentra en les figures, de manera que la Verge apareix en primer pla i l'Arcàngel Gabriel està molt proper seu.
- El Greco profunditza en la caracterització psicològica de l'esdeveniment.
- No hi ha indicacions ambientals a part del reclinatori, perquè la cistella i el florer són elements simbòlics.
- Són de mida mitjana, i amb major o menor intervenció de l'obrador del mestre cretenc.

La Verge es gira sorpresa vers Gabriel, qui irromp a l'escena vertiginosament, ja que té les seves ales enlaire, i tant els plecs de les mànigues com els de la túnica aixecats. La figura en retrocés de la Verge i el moviment de l'arcàngel produeixen una sensació de dinamisme que tradueix molt bé l'agitació espiritual dels dos protagonistes.

## Obres amb una major participació d'El Greco
Els llenços següents són de gran qualitat i considerats obra d'El Greco, o bé d'El Greco amb participació del seu obrador, depenent del criteri dels estudiosos d'aquest pintor.

### Versió del Museu de Belles Arts de Budapest
Oli sobre llenç; 91 x 66,5 cm.; 1595-1600; Museu de Belles Arts de Budapest; Catàleg Wethey: 42-A
Aquest llenç sembla ésser una rèplica de l'original de Toledo (Ohio). Com en els altres casos, la Verge vesteix túnica rosa i mantell blau.
A l'interior de l'estança d'aquesta versió de Budapest hi ha uns núvols i unes llums espurnejants que fan que els objectes que envolten la Verge Maria -un reclinatori, un llibre obrint-se com un ventall, una cistella i un florer- semblen fora de l'espai real i saturats d'una significació mística. La vestimenta que vesteix la Verge té una forma emfàtica, que remarca el seu cap petit i el seu rostre estret i transfigurat, fent que aparegui més llunyà de l'espectador i més a prop del missatger celestial.

#### Procedència
- Possiblement, baró Taylor (venda a París, 24-26 de febrer de 1880, número 23)
- Marquès de Rochefort, París.
- Comprat a Franz Kleinberger, a París l'any 1907 pel Museu.

### Versió del Museu d'Art Ohara
Oli sobre llenç; 109,1 x 80,2 cm.;1590-1603; Museu d'Art Ohara; Kurashiki; Prefectura d'Okayama; Japó; Catàleg Wethey: 42-B
Aquest llenç és molt similar a la variant de Budapest. Com en els altres casos, la Verge vesteix túnica rosa i mantell blau. L'aurèola estelada al voltant del cap de la Verge deriva de la iconografia de la Immaculada, i segurament és una afegidura posterior, perquè ni El Greco ni el seu obrador mai van representar aurèoles en les Anunciacions.

#### Procedència
- Dalborgo de Primo, Madrid.
- Marquès de Pidal, Madrid (1908)
- Goupil, París.
- Berheim Jeune, París (1922)
- Torajiro Kojima

### Versió d'una col·lecció privada a Madrid
Oli sobre llenç; 60 x 84 cm.; col·lecció privada, Madrid. Catàleg Wethey: 42-C.
Segons Harold Wethey, es tracta d'una versió, petita però bona, del llenç de Toledo (Ohio), però no en dona més informació.

### Versió de Sigüenza
Oli sobre llenç; 152 x 99 cm.; 1603-1607; Catedral de Sigüenza. Catàleg Wethey: 43
Al següent enllaç, hom trobarà complida informació sobre aquesta versió:
L'Anunciació (El Greco, Sigüenza)

### Versió originàriament per a l'Hospital de Tavera
Oli sobre llenç, 294 x 209 cm.; Fundación Banco Santander; Santander. Catàleg Wethey: 44-A
Al següent enllaç, hom trobarà complida informació sobre aquesta versió:
L'Anunciació (Retaules de l'Hospital de Tavera)

## Obres amb una menor participació d'El Greco
Els llenços següents són de menor qualitat i considerats obra d'El Greco i/o de Jorge Manuel Theotocópuli i/o del seu obrador, depenent del criteri dels estudiosos d'El Greco.

### Versió del Museu de Sao Paulo
Oli sobre llenç; 106,5 x 72,5 x 3 cm.; 1600 circa ; Museu d'Art de São Paulo, Brasil. Catàleg Wethey: X-20
Obra autèntica segons August L. Mayer, Waldmann i Pallucchini (1956) qui observa que aquest llenç repeteix substancialment la composició del Tríptic de Módena.
Segons Harold Wethey, és una còpia de l'original de Toledo (Ohio), obra de l'escola de Jorge Manuel. Segons H.E. Wethey, és de poca qualitat i amb molta intervenció de l'obrador del mestre cretenc. El colorit està mancat de claredat, i el fons és ombrívol, de color blau verdós. Criden l'atenció tant l'estranya pinzellada del vel de la Verge, com els exagerats reflexos de la seva túnica rosa. Tanmateix, la figura de l'arcàngel és millor, malgrat les poc polides vestimentes grogues i les ales grises.

#### Procedència
- Mauricio Peña, Belayos, Ávila.
- Lucas Moreno, París.
- von Nemes, Budapest (venda a París, 17-18 juny 1913, número 34)
- Baró André Herzog, Budapest.
- van Diemen y Lilienfield Galleries, New York (1949-52)
- Donació al Museu: Fúlvio Morganti, Pedro, Luiz e Dovilio Ometto, Baudilio Biagi,Arnaldo Ricciardi, Geremia Lunardelli e um grupo de canavieiros paulistas organizado por Nelson Mendes Caldeira, 1952

### Versió del Museu de Santa Cruz, Toledo
Oli sobre llenç; 111 x 65 cm.;1600-1605 circa ; Museu de Santa Cruz, Toledo. Catàleg Wethey: X-23
És l'única variant coneguda de L'Anunciació (El Greco, Sigüenza), que repeteix la posició a l'esquerra del florer, però amb variacions respecte d'aquesta pintura, especialment al fons de la composició. Atribuïda per Söhner a Jorge Manuel i a l'obrador. Per a Harod E. Wethey, és una obra de l'escola d'El Greco.
Harold E. Wethey considera aquest llenç una obra de poca consideració. Amb respecte al llenç de Sigüenza, en remarca la supressió dels caps dels querubins. Es transparenta la emprimació rojenca, la qual cosa dona a aquest llenç una tonalitat marronosa fosca.

#### Procedència
- San Nicolás, Toledo.
- Museo de San Vicente, Toledo.

### Versió de col·lecció privada
Oli sobre llenç; 100 x 68 cm.; començaments segle XVII; seguidor d'El Greco; Catàleg Wethey:X-17
Harold E. Wethey considera aquest llenç una imitació de poca qualitat de les obres originals d'El Greco.

### Versió de la col·lecció Zuloaga
Oli sobre llenç; 82 x 63 cm.; col·lecció Zuloaga, Zumaia; Jorge Manuel Theotocópuli o la seva escola;Catàleg Wethey:X-21
És una còpia mediocre de l'original d'Ohio, en mal estat de conservació, mal restaurada, i amb el fons blau molt repintat. La vestimenta groga de l'àngel, la túnica rosa i el mantell blau de la Verge segueixen la tradició d'El Greco.

### Versió de Groton, Massachusetts
Oli sobre tauler; 83 62 cm.; començaments segle XVII; Groton (Massachusetts); Catàleg Wethey:X-22
Còpia semblant a la versió de la col·lecció Zuloaga. La imprimació negra i els colors en general bruts, no corresponen a la tècnica d'El Greco ni a la del seu obrador.

#### Procedència
- col·lecció particular, Toledo.
- església de Las Ventas con Peña Aguilera, Província de Toledo.
- Juan Lafora, Madrid.
- Charles Deering; Chicago.
- prestat a l'Institut d'Art de Chicago l'any 1924.